# Tweekamp (dammen)
Een tweekamp of match in het dammen houdt in dat twee spelers over meerdere partijen tegen elkaar spelen. Meestal wordt afwisselend met wit en zwart gespeeld. Om de wereldtitel wordt vaak een match gespeeld. Om de wereldtitel worden meestal toernooien afgewisseld met matches waarin een uitdager de titelhouder van het toernooi mag uitdagen.
In het Nederlands kampioenschap dammen worden tweekampen gespeeld als spelers gelijk eindigen op een van de eerste drie plaatsen.